# Douglas Howe Adams
Douglas Howe Adams (Cape May, 2 de agosto de 1876 - Somers Point, 27 de janeiro de 1931) foi um jogador de críquete americano.
Douglas Adams foi jogador da Seleção de Críquete dos Estados Unidos.